# Georgij Stepanovič Šonin
Georgij Stepanovič Šonin (cir. rus. Георгий Степанович Шонин; Roven'ki, 3 agosto 1935 – Città delle Stelle, 7 aprile 1997) è stato un cosmonauta sovietico.

## Vita
È nato il 3 agosto 1935 a Roven'ki, in Russia. Georgij Šonin concluse nel 1957 il suo addestramento da pilota presso l'istituto per piloti militari di Jeisk.
Dopo che la commissione interistituzionale statale lo ebbe selezionato il 7 marzo 1960 a far parte del primo gruppo cosmonauti, Šonin iniziò il suo addestramento di base per cosmonauti OKP ancora durante lo stesso mese di marzo 1960.
Tale addestramento si concluse per Šonin il 3 aprile 1961. Originariamente, come capitato a più suoi collegi cosmonauti, venne preso in considerazione per la missione Voschod 3, la quale però, per molteplici motivi, non si svolgera mai.
Šonin dovette attendere il suo primo - e fra l'altro unico - volo nello spazio fino ad ottobre del 1969. Comandante della missione Soyuz 6 partecipò al primo volo di gruppo eseguito contemporaneamente da tre navicelle spaziali.
Infatti, oltre alla Soyuz 6, vi furono nello spazio la Soyuz 7 e la Soyuz 8, con le quali vennero eseguite diverse manovre rendezvous.
Una manovra d'aggancio invece fu programmata esclusivamente per le altre due navicelle, mentre Šonin ed il suo compagno di missione Valerij Kubasov ebbero l'incarico di registrare le immagini fotografiche di questa manovra. Compito principale della missione però fu l'esecuzione di diverse saldature da eseguire con vari tipi e processi di lavoro per accertare quale sia la più idonea per futuri impegni nello spazio.
Dopo che Šonin perse l'idoneità di volo per motivi di salute, il 18 aprile 1979 dovette lasciare e congedarsi dal gruppo dei cosmonauti sovietici.
Venne però nominato direttore per l'addestramento nell'istituto centrale di ricerca scientifica del ministero della difesa sovietico.
Nel 1990 si è ritirato definitivamente dal lavoro, congedandosi con il grado di Tenente Generale delle forze di riserva dell'aeronautica militare sovietica.
È deceduto in seguito ad un infarto il 7 aprile 1997.
Šonin lasciò la moglie e quattro figli.